# Sturmpercht
Sturmpercht ist eine österreichische Neofolk-Musikgruppe. Ihr Name geht auf die alpenländische Sagengestalt des Perchts zurück, welche zu den Rauhnächten in Erscheinung tritt. Selbst betrachtet die Gruppe sich auch als Initiator der „Alpine Folk Music“.

## Geschichte
Das Projekt wurde 2002 von Max Presch, dem Inhaber des Plattenlabels Steinklang Industries, gegründet. Die Veröffentlichung der ersten Sturmpercht-EP Der Tanz des Tatzelwurms 2003 war der Beginn des Steinklang-Sublabels Percht. Bis 2013 wurden über das Label 7 Alben, 4 EPs und 2 Kompilationen von Sturmpercht veröffentlicht.

## Diskografie
- 2003: Der Tanz des Tatzelwurms (CD/7"-Vinyl, EP, Percht / Steinklang Industries)
- 2004: Stürm ins Leben wild hinein! (CD/LP, Album, Percht / Steinklang Industries)
- 2004: Wilde Gesellen (7"-Vinyl, Split-EP mit Jägerblut, Percht / Steinklang Industries)
- 2005: Alpine Bann- und Segenssprüche (LP, Album, Percht / Steinklang Industries)
- 2005: Der Marsch der Wampelerreiter (7"-Vinyl, EP, Percht / Steinklang Industries)
- 2006: Geister im Waldgebirg (CD/2xLP, Album, Percht / Steinklang Industries)
- 2007: A wilde Zeit (CD/CDR, Kompilation, Percht / Steinklang Industries)
- 2009: Schattenlieder (CD/2xLP, Album, Percht / Steinklang Industries)
- 2013: Bergentrückt (CD/3xLP, Percht / Steinklang Industries)
- 2013: Sturmpercht (6xLP, Boxset, Percht / Steinklang Industries)
- 2013: Alpenglühen (CD/3xLP, Percht / Steinklang Industries)
- 2014: Zur ew'gen Ruh (CD/2x12"-Vinyl/2xLP, Kollaborationsalbum mit Rauhnåcht, Percht / Steinklang Industries)

Beiträge auf Kompilationen (Auswahl)
- 2003: Wir rufen deine Wölfe auf Wir rufen deine Wölfe(CD/CDR/2xLP, Aorta)
des Weiteren auf Orkus Compilation 25(CD, Orkus) und Might Is Right – Nordic Warchatns II (CD, Det Germanske Folket)
- 2003: Der kalte Baum und Des Kreuzheers schwerer Stahl mit A Challenge of Honour auf Secret Lords (CD, Heidenvolk)
- 2005: Der Tanz des Tatzelwurms auf Steinklang Industries Disco 1994–2004 (CD, Steinklang Industries)
- 2006: Viel volle Becher klangen auf Steinklang Industries II: 2005–2006 (2xCD, Steinklang Industries)
- 2007: Das letzte Zapfenmanderl auf Percht (2xCD/3xCD, Percht / Steinklang Industries)